# Criselefantino

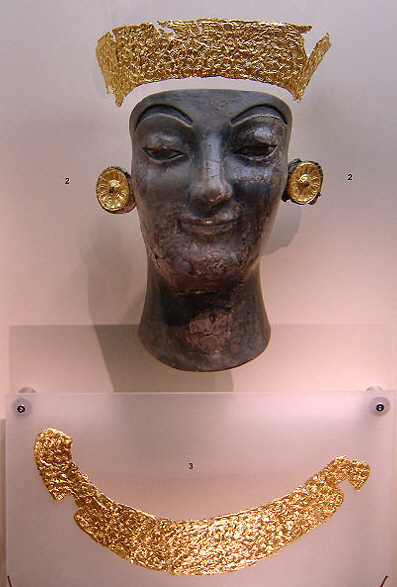
Ouro e fragmentos de marfim enegrecido pelo fogo de uma estátua criselefantina arcaica queimada - Museu Arqueológico de Delphi

Criselefantina (de grego χρυσός',' chrysos, ouro, e ελεφάντινος, elephántinos, marfim) é um termo que se refere à técnica escultural de ouro e marfim. As estátuas de culto criselefantinas gozavam de status elevado na Grécia Antiga.

## Exemplos antigos
Estátuas criselefantinas foram construídas em torno de uma base de madeira, com placas esculpidas finas de marfim, representando a carne, e folhas de ouro representando as roupas, armaduras, cabelo e outros detalhes. Em alguns casos, pasta de vidro, vidro e pedras preciosas e semi-preciosas foram utilizados para os detalhes, como os olhos, jóias e armas.
As origens da técnica não são conhecidas. Há exemplos conhecidos, a partir do segundo milênio antes de Cristo, de esculturas compostas feitas de marfim e ouro de áreas que se tornaram parte do mundo grego, a mais famosa a chamada "kouros de Palecastro" (para não ser confundido com o Kouros, estátuas arcaicas conhecidas por esse termo) da minoica Palecastro, cerca de 1 500 a.C.. No entanto, não é claro se a tradição criselefantina grega está ligado a elas. A escultura criselefantina generalizou-se durante a Arcaica. Mais tarde, estátuas acrolíticas com cabeça e extremidades de mármore, e um tronco de madeira ou dourada ou coberto de roupagem, foram uma técnica comparável utilizadas para imagens de culto.
 
A técnica era normalmente usada para as estátuas de culto dentro de templos. Normalmente, elas eam maiores que o tamanho natural. A construção era modular, de modo que parte do ouro podia ser removido e derretido para a confecção de moedas de ouro em tempos de dificuldade financeira grave, e com a possibilidade de ser reposto mais tarde, quando as finanças haviam se recuperado. Por exemplo, a figura de Nike na mão direita da Atena Partenos de Fídias foi feita de ouro sólido, com esse propósito em mente. De fato, em tempos de prosperidade até seis figuras da Nike de ouro maciço foram feitas, servindo como um "tesouro sagrado", cuja segurança foi assegurada pela santidade atribuída a um objeto de culto, bem como à presença de sacerdotisas, sacerdotes e pessoal de manutenção no templo.

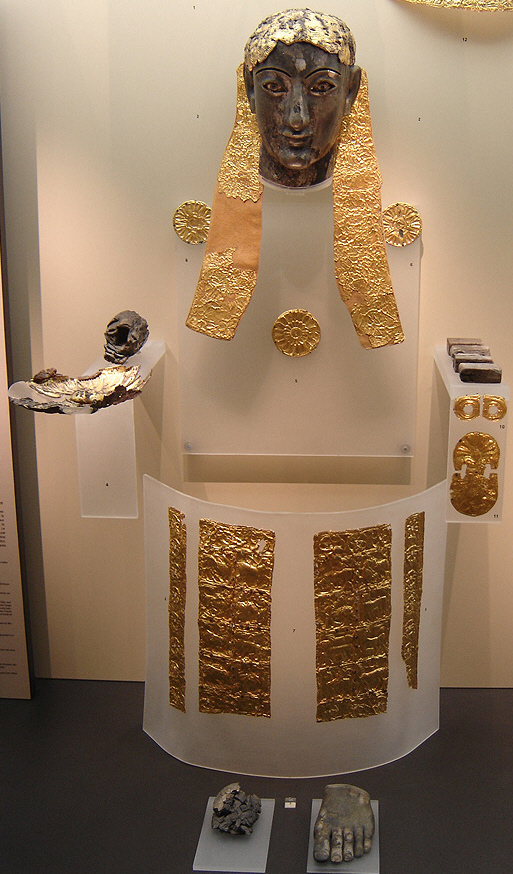
Fragmentos de uma segunda estátua criselefantina queimada no Museu Arqueológico de Delphi, às vezes identificado como Apolo

Os dois exemplos mais conhecidos da Clássica, são aqueles esculpidos por Fídias: a estátua da Atena Partenos de 13m de altura de Fídias no Partenon em Atenas, e a Estátua de Zeus em Olímpia de 12 m  no templo de Olímpia, considerado como um das Sete Maravilhas do Mundo Antigo.
Estátuas criselefantinas eram não só visualmente impressionantes, eles também apresentavam a riqueza e realizações culturais de quem as construiu ou financiou a sua construção. A criação de tais estátuas envolveram habilidades em escultura, carpintaria, jóias, e escultura em marfim. Uma vez concluídas, as estátuas tinham necessidade de manutenção constante. Sabe-se que em Olímpia foi empregado pessoal qualificado para assegurar a manutenção da estátua. No século II a.C., o escultor  Damophon de Messene foi contratado para fazer reparos nela.
Devido ao alto valor de alguns dos materiais utilizados e à natureza perecível de outros, a maioria das estátuas criselefantinas foram destruídas durante a Antiguidade e a Idade Média. Por exemplo, da estátua de Atena Partenos, apenas o buraco que realizou a sua central de suporte de madeira sobrevive até hoje no chão de seu templo. A aparência da estátua é conhecida, no entanto, a partir de uma série de miniaturas descobertas em Atenas, bem como a partir de uma descrição detalhada por Pausanias. Pausanias também descreveu a estátua de Zeus em Olímpia. Alguns de seus moldes de argila das peças de vestuário de Zeus. feitos de vidro, foram descobertos no edifício conhecido como a "Oficina de Fídias". Eles são os únicos achados diretamente associados com as obras mais famosas do grande escultor e, assim, fornecem informações úteis sobre a sua criação.
Poucos exemplos de escultura criselefantinas foram encontrados. Os sobreviventes mais proeminentes são fragmentos de várias estátuas queimadas (menores que o tamanho natural) da Arcaica, descobertas em Delfos. Infelizmente, não se sabe o que elas representam, embora admita-se que representem divindades.

## Exemplos modernos

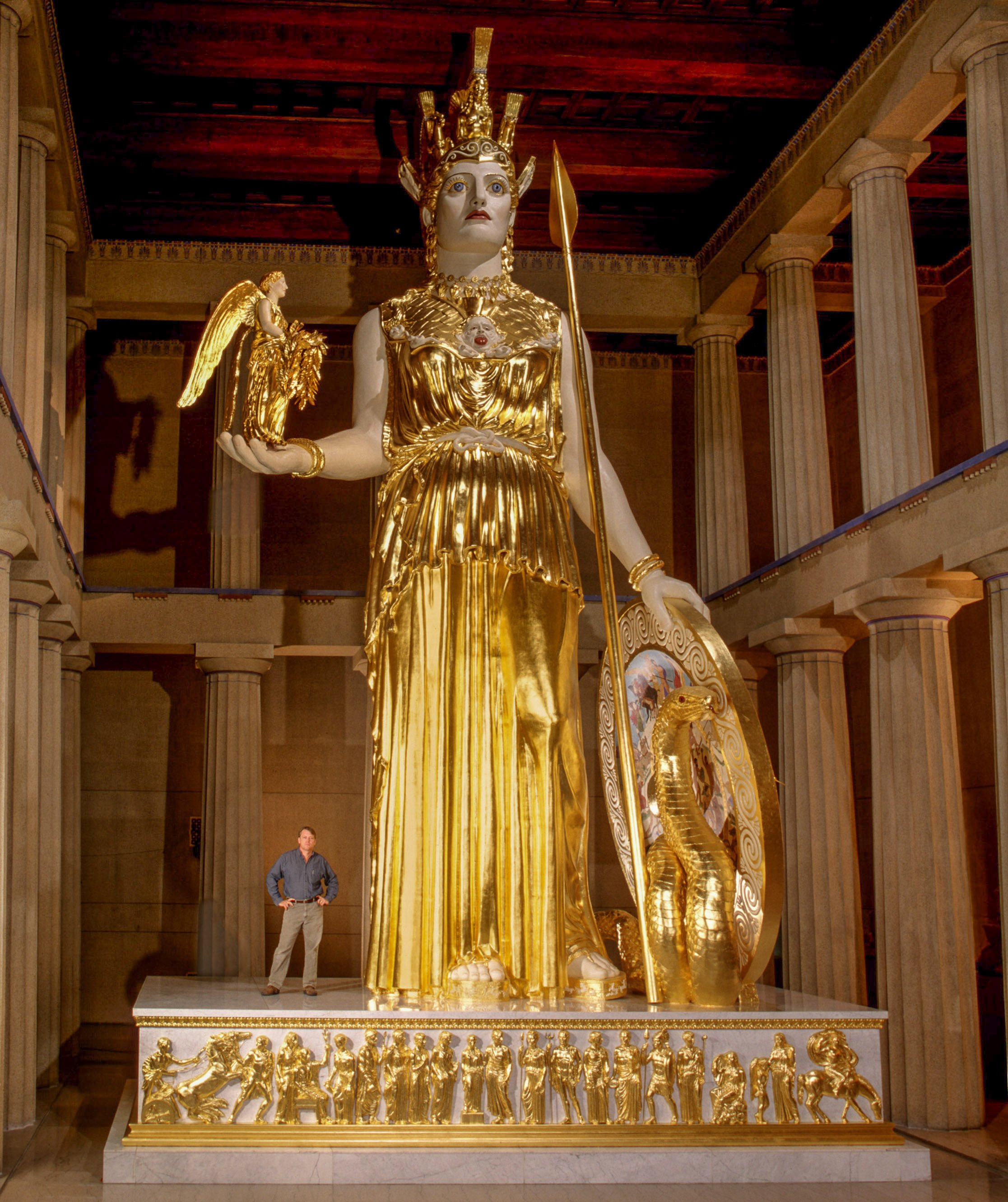
Reprodução da estátua Atena Partenos na reprodução do Partenon em Nashville, Tennessee, EUA

O termo "criselefantino" também é usado para um estilo de escultura bastante comum na arte do século XIX europeu, especialmente do Art Nouveau. Neste contexto, ele descreve estatuetas, a pele representada em marfim, roupas e outros detalhes feitos de outros materiais, como o ouro, bronze, mármore, prata ou ônix.
Por exemplo, o escultor Pierre-Charles Simart produziu uma cópia da Atena Partenos de Fídias para o patrono Honoré de Luynes por volta de 1840, em marfim e ouro, com base nas descrições antigas. O resultado foi um pouco decepcionante: "Luynes gastou cem mil francos para provar que Simart não era Fídias"  Uma outra versão da estátua pelo escultor americano Alan LeQuire permanece como o centro do Partenon de Nashville em Nashville, Tennessee.
Após a década de 1890, o significado de criselefantino foi estendido para incluir qualquer estátua feita com uma combinação de marfim com outros materiais.